# 2-Oxopropanal

Estructura

El 2-oxopropanal, antigament anomenat metilglioxal o piruvaldehid (CH₃-CO-CH=O o C₃H₄O₂) és la forma aldehid de l'àcid pirúvic. Té dos grups carbonil, per tant, és un compost dicarbonil, és un aldehid i una cetona.
En els organismes el 2-oxopropanal és un producte secundari de diverses vies metabòliques. Es pot formar a partir de la 3-aminoacetona, la qual és un intermedi del catabolisme de la treonina, com també per la peroxidació de lípids. Tanmateix, la font més important és la glicòlisi. Com que el 2-oxopropanal és molt citotòxic, el cos desenvolupa diversos mecanismes de destoxicació.
La raó per la qual es forma metilglioxal és desconeguda. El 2-oxopropanal es troba en més altes concentracions en la sang dels diabètics.